# Пола Коул
Пола Коул (англ. Paula Cole; нар. 5 квітня 1968, Рокпорт, Массачусетс, США) — американська піснярка і піаністка. Вегетаріанка.

## Біографія
Пола Коул народилася 5 квітня 1968 року в невеликому містечку Рокпорт, у штаті Массачусетс (США) в сім'ї біолога та художниці. У неї є сестра Ірен. Пола закінчила середню школу в Рокпорті та музичний коледж у Берклі.
У 1992 році Пола почала кар'єру професійного музиканта. Її пісня «Куди поділися всі ковбої?» (Where All Cowboys Gone) у 1997 році ввійшла до десятки в рейтингу Billboard Hot 100. У наступному 1998 році співачка виграла премію "Греммі" найкращому новому виконавцеві.
У червні 2002 року Пола Коул вийшла заміж за марокканського музиканта Хасана Хакамуна, з яким познайомилася в 1994 році під час туру Peter Gabriel Secret World Live. У цьому ж році у них народилася дочка Скай, однак, у 2007 році пара розлучилася.

## Дискографія
альбоми
- 1994 : «Провісник» (Harbinger)
- 1996 : «Цей вогонь» (This Fire) (20-й у списку Billboard 200, Double Platinum Certified, було продано 2 000 000 альбомів)
- 1999 : «Амінь» (Amen) (93ій у списку Billboard 200)
- 2006 : «Найкращі хіти: Поштові листівки зі східного узбере́жжя» (Greatest Hits: Postcards from East Oceanside)
- 2007 : «Відвага» (Courage) (163ій у списку Billboard 200)
- 2010 : «Ітака» (Ithaca)
- 2013 : «Ворон» (Raven)
- 2015 : «7» (7)
- 2017 : «Балади» (Ballads)